# Tapinocyba anceps
Tapinocyba anceps là một loài nhện trong họ Linyphiidae.
Loài này thuộc chi Tapinocyba. Tapinocyba anceps được J. Denis miêu tả năm 1948.